# Truböl

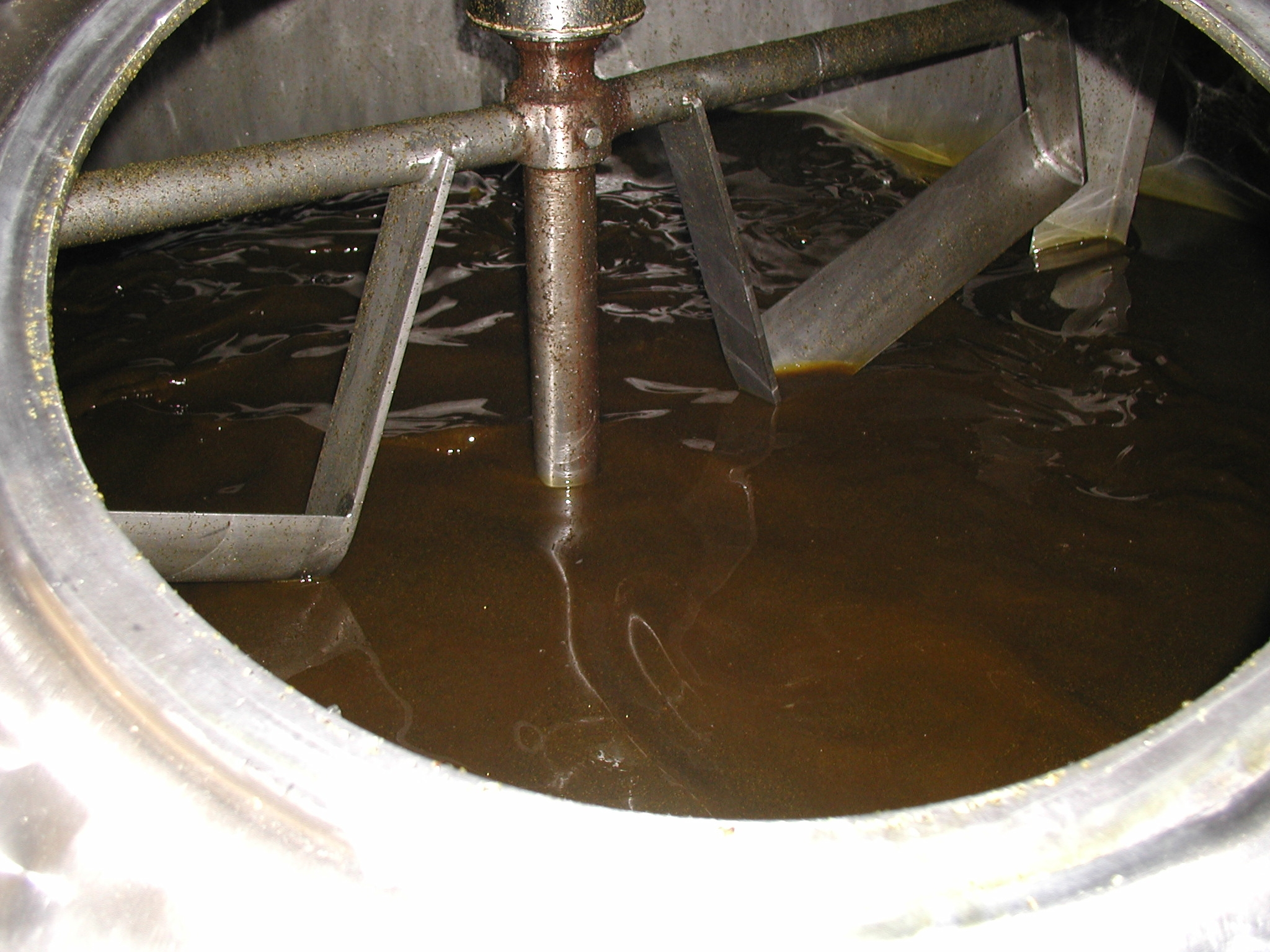
Truböl im Rührwerk einer dezentralen Ölmühle

Als Truböl oder Rohöl wird Pflanzenöl in der Form bezeichnet, in der es direkt nach der Ölpressung ohne weiteren Verarbeitungs- oder Reinigungsschritt vorliegt. Es handelt sich dabei um ein zweiphasiges Stoffgemisch aus Öl als flüssiger Phase und Partikeln als fester Phase. Daneben wird als Truböl auch Öl (Input-Öl) vor dem Durchlaufen eines Reinigungsschritts (zum Beispiel Sicherheitsfiltration als letzte Reinigungsstufe) bezeichnet, auch wenn es zuvor bereits ein Reinigungsverfahren durchlaufen hat.
In Truböl befinden sich feste Verunreinigungen und, besonders nach langer Lagerung, sogenannte Trübungsstoffe, vor allem in Speiseölen. Dies können Glyceride, Wachse oder nachträglich ausgeschiedene Schleimstoffmengen sein. Diese setzen sich nach langer Lagerung am Boden ab und bilden dort meist einen weißlichen Belag.

## Verarbeitung
Nachdem die Ölsaat durch Walzen bzw. Schälen gereinigt und getrocknet wurde, wird sie entweder zu Truböl oder zu Presskuchen gepresst. Das Truböl wird weiter sedimentiert, filtriert oder zentrifugiert, um die festen von den flüssigen Stoffen zu trennen. Das Verfahren nennt man auch Kaltpressung, es wird vor allem in dezentralen Ölmühlen angewandt. Dabei entfällt der Schritt der vorherigen Raffination der Rohöle, die bei der Heißpressung üblich ist.